# Koniferin
Koniferin är en glykosid som finns i kambialsaften hos alla korsblommiga växter. Den bildar färglösa kristaller, som är lättlösliga i kokande vatten, men svårlösliga i alkohol. Vattenlösningen har en starkt bitter smak och antar en kraftigt blå färg vid tillsats av fenol löst i saltsyra. Med koncentrerad svavelsyra färgas koniferin starkt rött.
Koniferin avspaltar druvsocker vid kokning med utspädda syror. Vid inverkan av fermentet emulsin spaltas koniferin i druvsocker och koniferylalkohol.
Vid oxidation med kaliumdikromat och svavelsyra ombildas koniferin till glykovanillin och vanillin. Med reduktionsmedel ombildas det till eugenol.

## Förekomst
Koniferin förekommer hos alla korsblommiga växter och finns i varje träsubstans, där det har en funktion i cellväggarnas lignifikation.

## Användning
Koniferin utvinns ur kambialsaften hos färska, vårfällda barrträd genom rening och indunstning till kristallisation. Substansen används inom kemisk industri bland annat för tillverkning av eugenol och vanillin.
Vanillin syntetiserades första gången från koniferin av kemisterna Ferdinand Tiemann och Wilhelm Haarmann.